# Lista de picos ultraproeminentes da Antártida
Esta é a lista dos 42 picos ultraproeminentes da Antártida e ilhas do Atlântico Sul próximas do continente austral. A montanha mais proeminente é o Maciço Vinson (4892 m de altitude e de proeminência), seguida pelo Monte Erebus (3794 m de altitude e o mesmo de proeminência) e pelo Monte Siple (3110 m de altitude e o mesmo de proeminência).

## Antártida

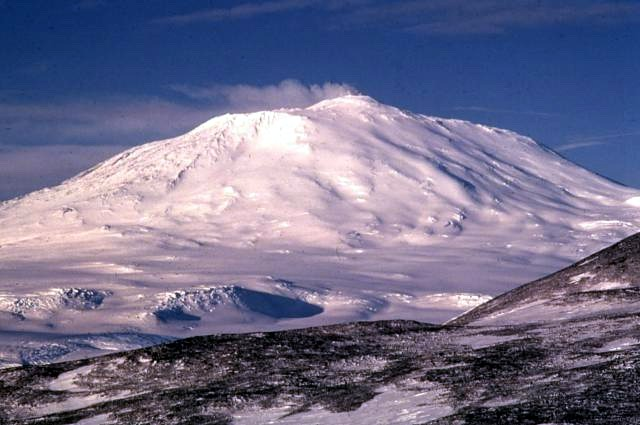
Monte Erebus, Ilha de Ross

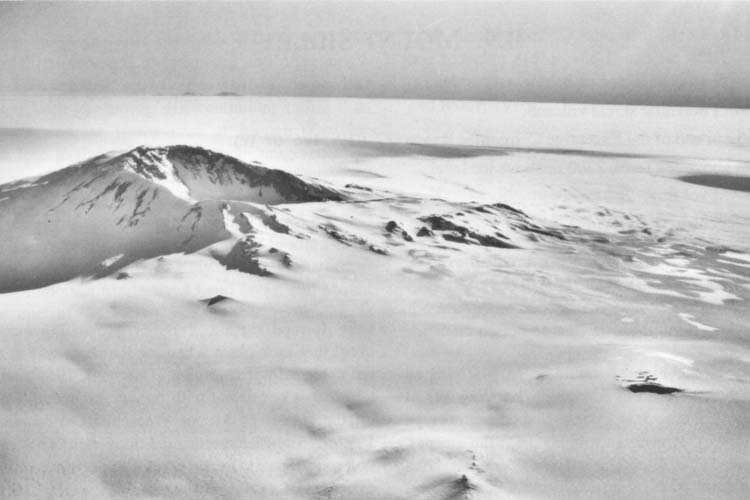
Monte Sidley, Terra de Marie Byrd

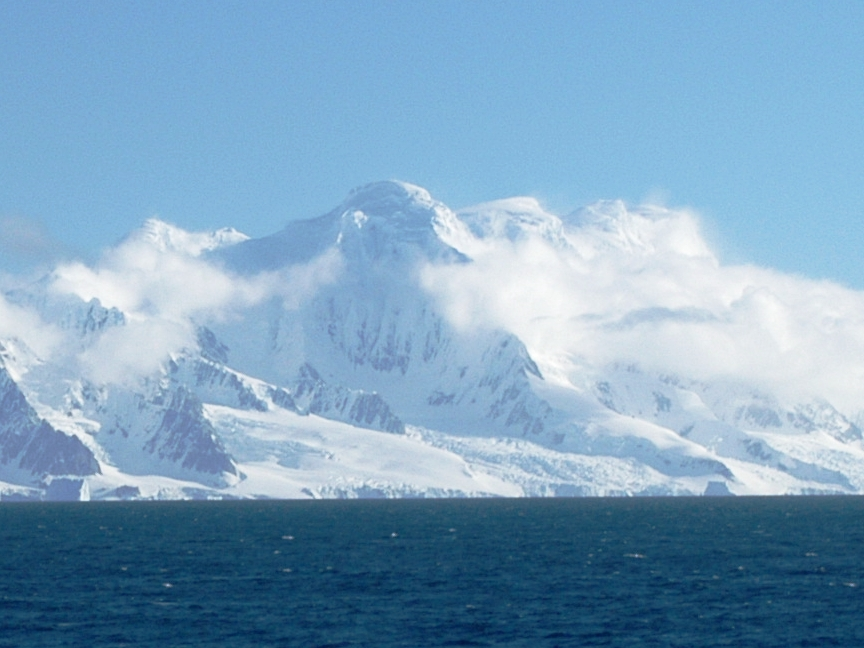
Monte Foster, Ilha Smith

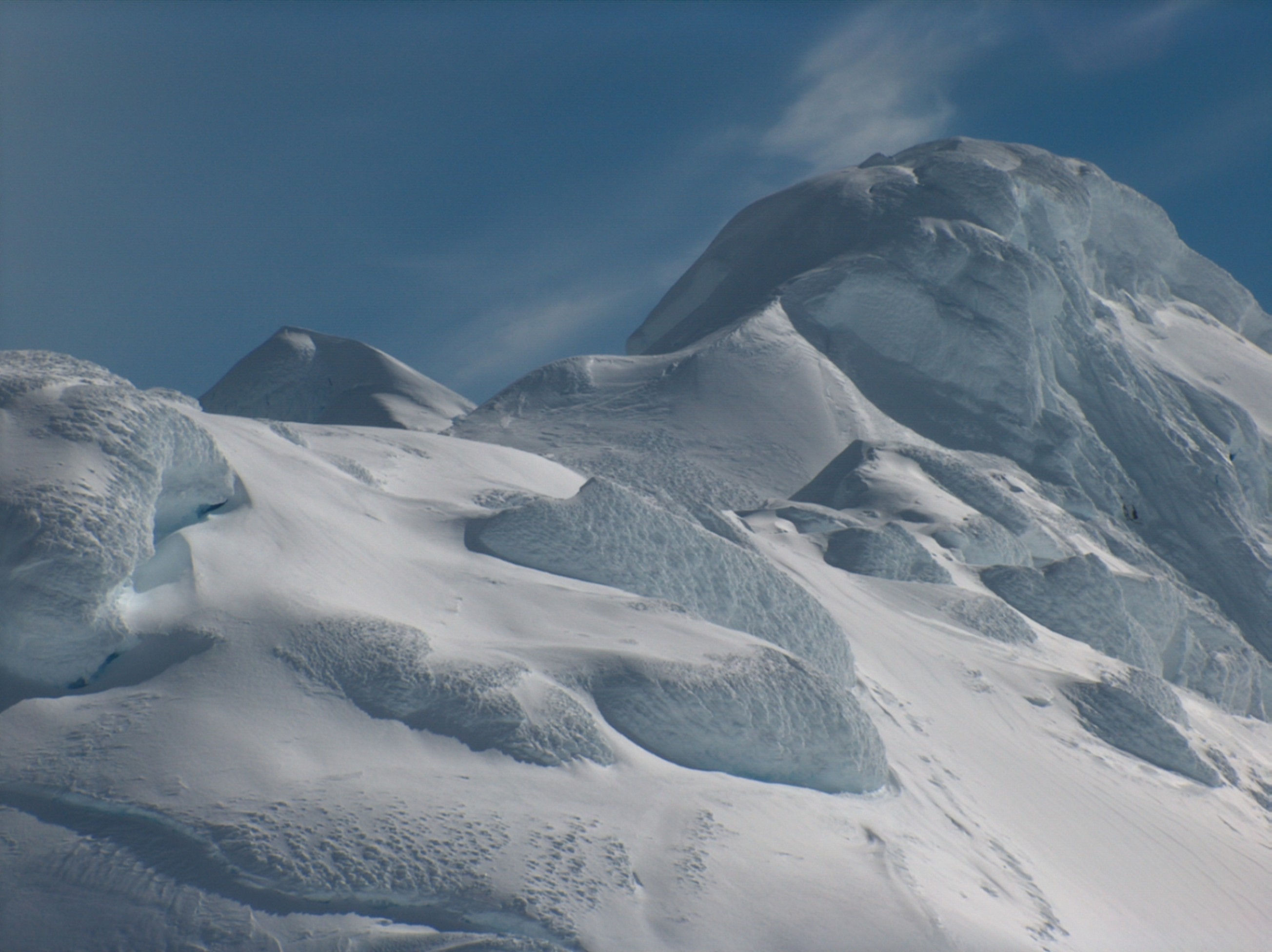
Monte Friesland, Ilha Livingston

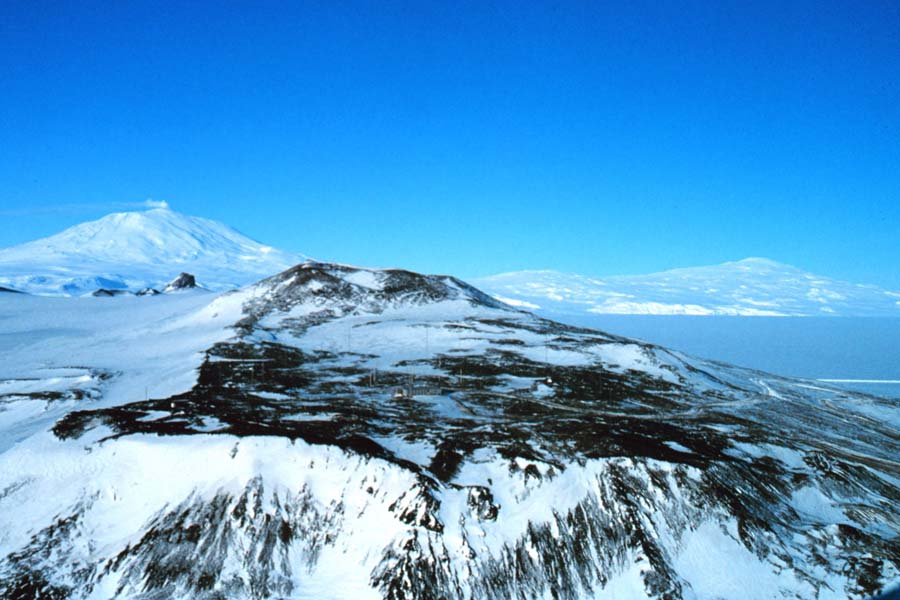
Vista do Monte Erebus (esq.) e Monte Terror (dir.), Ilha de Ross

| N.º | Pico                  | Local                         | Altitude (m) | Proeminência (m) | Colo (m) |
| --- | --------------------- | ----------------------------- | ------------ | ---------------- | -------- |
| 1   | Maciço de Vinson      | Antártida                     | 4892         | 4892             | 0        |
| 2   | Monte Erebus          | Antártida (Ilha de Ross)      | 3794         | 3794             | 0        |
| 3   | Monte Siple           | Antártida (Ilha Siple)        | 3110         | 3110             | 0        |
| 4   | Monte Stephenson      | Antártida (Ilha Alexandre I)  | 2987         | 2987             | 0        |
| 5   | Monte Français        | Antártida (Ilha Anvers)       | 2760         | 2760             | 0        |
| 6   | Monte Minto           | Antártida                     | 4165         | 2616             | 1549     |
| 7   | Monte Kirkpatrick     | Antártida                     | 4528         | 2601             | 1927     |
| 8   | Monte Parry           | Antártida (Ilha Brabant)      | 2520         | 2520             | 0        |
| 9   | Monte Sidley          | Antártida                     | 4285         | 2517             | 1768     |
| 10  | Monte Lister          | Antártida                     | 4025         | 2325             | 1700     |
| 11  | Monte Gaudry          | Antártida (Ilha Adelaide)     | 2315         | 2315             | 0        |
| 12  | Monte Irving          | Antártida (Ilha Clarence)     | 2300         | 2300             | 0        |
| 13  | Monte Jackson         | Antártida                     | 3184         | 2187             | 997      |
| 14  | Monte Takahe          | Antártida                     | 3460         | 2134             | 1316     |
| 15  | Monte Foster          | Antártida (Ilha Smith)        | 2105         | 2105             | 0        |
| 16  | Monte Markham         | Antártida                     | 4350         | 2103             | 2247     |
| 17  | Monte Paris           | Antártida (Ilha Alexandre I   | 2896         | 2058             | 838      |
| 18  | Mount Murphy          | Antártida                     | 2705         | 2055             | 650      |
| 19  | Hawkes Heights        | Antártida (Ilha Coulman)      | 2000         | 2000             | 0        |
| 20  | Monte Toney           | Antártida                     | 3595         | 1946             | 1649     |
| 21  | sem nome              | Antártida (Ilha Alexandre I)  | 2486         | 1939             | 547      |
| 22  | Monte Murchison       | Antártida                     | 3501         | 1927             | 1574     |
| 23  | Monte Supernal        | Antártida                     | 3655         | 1804             | 1851     |
| 24  | Monte Kaplan          | Antártida                     | 4230         | 1783             | 2447     |
| 25  | Monte Frakes          | Antártida                     | 3675         | 1780             | 1895     |
| 26  | Monte Friesland       | Antártida (Ilha Livingston)   | 1700         | 1700             | 0        |
| 27  | Monte Melbourne       | Antártida                     | 2730         | 1699             | 1031     |
| 28  | Monte Terror          | Antártida (Ilha de Ross)      | 3230         | 1696             | 1534     |
| 29  | Monte Elizabeth       | Antártida                     | 4480         | 1657             | 2823     |
| 30  | Pico Lars Christensen | Antártida (Ilha de Pedro I)   | 1640         | 1640             | 0        |
| 31  | Dome A                | Antártida                     | 4091         | 1639             | 2452     |
| 32  | Monte Discovery       | Antártida                     | 2680         | 1637             | 1043     |
| 33  | Monte Verne           | Antártida (Ilha Pourquoi Pas) | 1632         | 1632             | 0        |
| 34  | Monte Haddington      | Antártida (Ilha James Ross)   | 1630         | 1630             | 0        |
| 35  | Monte McClintock      | Antártida                     | 3490         | 1621             | 1869     |
| 36  | Monte Brewster        | Antártida                     | 2025         | 1598             | 427      |
| 37  | Pico Brown            | Antártida (Ilha Sturge)       | 1524         | 1524             | 0        |
| 38  | Monte Morning         | Antártida                     | 2725         | 1515             | 1210     |
| 39  | sem nome              | Antártida                     | 3938         | 1500             | 2438     |

## Atlântico Sul

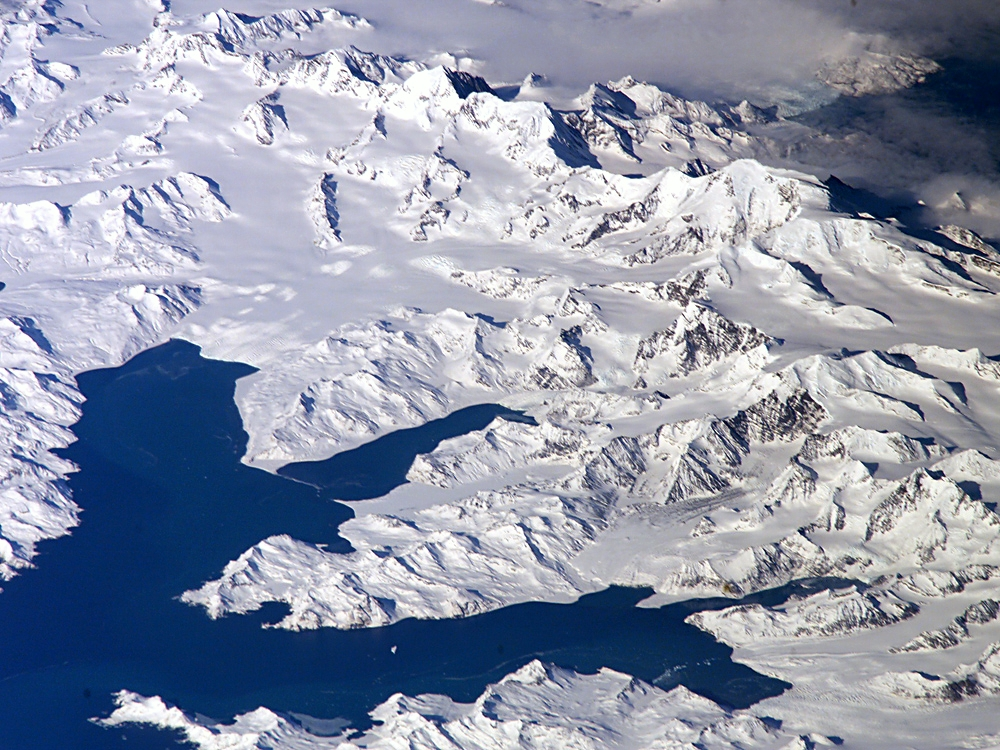
Monte Paget, Geórgia do Sul

| N.º | Pico              | País                                                          | Altitude (m) | Proeminência (m) | Colo (m) |
| --- | ----------------- | ------------------------------------------------------------- | ------------ | ---------------- | -------- |
| 1   | Monte Paget       | Ilhas Geórgia do Sul e Sandwich do Sul                        | 2934         | 2934             | 0        |
| 2   | Queen Mary's Peak | Santa Helena, Ascensão e Tristão da Cunha ( Tristão da Cunha) | 2062         | 2062             | 0        |
| 3   | Monte Carse       | Ilhas Geórgia do Sul e Sandwich do Sul                        | 2330         | 1720             | 610      |